# 1486
Năm 1486 là một năm trong lịch Julius.